# Melicope pachyphylla
Melicope pachyphylla är en vinruteväxtart som först beskrevs av George King, och fick sitt nu gällande namn av Thomas Gordon Hartley. Melicope pachyphylla ingår i släktet Melicope och familjen vinruteväxter. Inga underarter finns listade i Catalogue of Life.